# Rado
Rado je moško osebno ime.

## Izpeljanke imena
- Moške oblike imena: Radan, Rade, Raden, Radeta, Radič, Radenko, Radigoj, Radimir, Radisav, Radislav, Radiša, Radivoj, Radivoje, Radko, Radmil, Radmilo, Radojko, Radoljub, Radomir, Rasosav, Radoslav, Radoš, Rdovan.
- Ženska oblika imena: Rada.

## Izvor imena
Ime Rado je skrajšana oblika iz zloženih slovanskih imen, ki imajo morfem (najmanjšo jezikovno enoto, ki lahko nosi pomen) rad, npr. Radigoj, Radoljub. Sestavina rad v teh imenih pomeni »vesel«. Iz besede rad izpeljani glagol je radovati v pomenu besede »veseliti se«. Pomensko sorodna imena, ki se rabijo na Slovenskem ali drugod, so Veselko, Gavdencij in Hilarij.

## Pogostost imena
Po podatkih Statističnega urada Republike Slovenije je bilo na dan 31. decembra 2007 v Sloveniji 1058 oseb z imenom Rado. Ostale oblike imena, ki so bile na ta dan tudi v uporabi: Radan(17), Rade(401), Radenko(219), Radigoj(5), Radimir(5), Radisav(136), Radiša(48), Radivoj(275), Radivoje(157), Radko(146), Radmil(7), Radmilo(14), Radojko(24), Radoljub(15), Radomir(285), Radosav(39), Radoslav(335), radoš(90) in Radovan(873).

## Osebni praznik
V koledarju Rado goduje skupaj z Jakobom 25. julija.

## Znane osebe
- Rado Bohinc, slovenski pravnik in politik
- Rado Bordon, slovenski pravnik, pesnik in publicist
- Rado Kušej, slovenski pravnik in pedagog
- Rado Lah, slovenski agronom in urednik
- Rado Murnik, slovenski pisatelj
- Rado Pehaček, slovenski general in narodni heroj
- Rado Simoniti, slovenski skladatelj in dirigent
- Rado Žerjal, slovenski športnik in narodni heroj